# 棕胸铜色蜂鸟
棕胸铜色蜂鸟（学名：Glaucis hirsutus），是雨燕目蜂鸟科的一种鸟类。

## 特征
棕胸铜色蜂鸟体重约6.76克，翼长约58.8毫米，嘴峰长约33.1毫米，喙宽度约3.2毫米，喙厚度约3.5毫米，跗蹠长约4.1毫米，尾长约39.1毫米。棕胸铜色蜂鸟在其分布区内为留鸟，其栖息在密集的高大树木组成的森林中，食性为草食性，主要食物来源是植物的花蜜。

## 亚种
- ：分布于格林纳达、特立尼达和多巴哥。
- ：分布于巴拿马至哥伦比亚西部、委内瑞拉、圭亚那、巴西、玻利维亚北部。[4]